# Samuel Wilhelm Walter
Samuel Wilhelm Walter (ur. 1743) – burmistrz Raciborza w latach 1771–1772.
Samuel Wilhelm Walter urodził się w 1743 r. W 1771 r. został burmistrzem Raciborza zastępując na tym stanowisku zmarłego Christopha Samuela Rückerta. Sprawował ten urząd jedynie przez rok, bowiem został przeniesiony do Świdnicy.